# 론알프
론알프(프랑스어: Rhône-Alpes, 오크어: Ròse-Aups, 이탈리아어: Rodano-Alpi)는 프랑스 남동부에 위치한 레지옹으로 중심 도시는 리옹이며 면적은 43,698km2, 인구는 6,449,000명(2014년 기준)이다.
북쪽으로는 부르고뉴(현재의 부르고뉴프랑슈콩테)와 프랑슈콩테(현재의 부르고뉴프랑슈콩테), 서쪽으로는 오베르뉴, 남서쪽으로는 랑그도크루시용(현재의 옥시타니), 남쪽으로는 프로방스알프코트다쥐르와 접하며 동쪽으로는 이탈리아, 북동쪽으로는 스위스와 국경을 접한다. 8개 주(드롬주, 론주, 루아르주, 사부아주, 아르데슈주, 앵주, 오트사부아주, 이제르주)를 관할한다.
레지옹 이름은 론강과 알프스산맥의 이름을 따서 붙여진 이름이다. 중심 도시인 리옹은 파리와 마르세유에 이어 프랑스에서 세 번째로 큰 도시이다. 2016년 1월 1일을 기해 시행된 레지옹 개편에 따라 오베르뉴와 론알프가 오베르뉴론알프로 합병되었다.